# Compañía de Escocia
La Compañía Escocesa de Comercio a África y las Indias, (en inglés: Company of Scotland Trading to Africa and the Indies) también llamada Compañía de Darién o simplemente Compañía de Escocia, fue una compañía privilegiada creada por el Parlamento de Escocia en 1695. Su ley fundacional le concedía el monopolio de comercio escocés a la India, África y a América, similar a las compañías monopolísticas inglesas preexistentes, así como derechos soberanos extraordinarios y exenciones provisionales de impuestos.
Su fracaso financiero y las pérdidas que supuso al reino tras un intento fallido de establecer una colonia en Panamá terminaron abocando a la integración de Escocia en el nuevo Reino Unido de Gran Bretaña.

## Historia
Los problemas financieros y políticos plagaron sus comienzos. Sus gobernadores se dividían entre Edimburgo y Londres, donde a su vez había escoceses e ingleses. Además de la nacionalidad, también los negocios eran causa de disensiones: algunos primaban el comerciar hacia la India y la costa africana, en competencia a la inglesa Compañía de las Indias Orientales, mientras otros se agruparon en torno a William Paterson y su Proyecto Darien, que terminó imponiéndose.
En julio de 1698 la compañía lanzó su primera expedición, dirigida por Paterson, con el objetivo de establecer una colonia en Darien (en el Istmo de Panamá) para usarla como punto comercial entre Europa y el Lejano Oriente.  
Aunque cinco barcos y 1,200 colonizadores escoceses desembarcaron exitosamente en Darien, la población fue mal aprovisionada y finalmente abandonada. Una segunda expedición de más envergadura (organizada antes de saber el destino de la primera) recuperó el asentamiento para ser pronto asediada por los españoles. Más de mil personas sucumbieron por el hambre y la enfermedad y en abril de 1700, dos barcos devolvieron a casa a los supervivientes.

## Consecuencias de fracaso
La aventura del Proyecto Darién drenó a Escocia de un trimestre estimado de sus activos circulantes siendo así clave en la aprobación del Acta de Unión de 1707. Esta unió legalmente los Reinos de Escocia e Inglaterra que hasta entonces era una mera unión dinástica. Las pérdidas de la compañía fueron asumidas por el nuevo gobierno unificado a cambio de que también se asumiera la deuda inglesa y se subieran los impuestos escoceses.